# Нёбно-глоточная недостаточность
Нёбно-глоточная недостаточность — нарушение нормального физиологического взаимодействия структур нёбно-глоточного кольца.

## Классификация
По этиологии небно-глоточная недостаточность может быть разделена на три категории: структурная, нейрогенная и функциональная. Наиболее распространенными врожденными анатомическими изменениями, приводящими к нарушению функции небно-глоточной занавески, является расщепление неба и сопровождающие это состояние аномалии.
По данным V.M. Hogan, M.F Schwartz, 1980 г.:
- НГН в результате врожденного короткого неба;
- НГН в результате чрезмерно большой глотки при нормальной длине и подвижности мягкого неба;
- последствия аденотомии или тонзиллэктомии;
- при подслизистой (скрытой) врождённой расщелине нёба;
- НГН при парезе неба, приобретенного после различных хирургических вмешательств, или центрального происхождения.

Анатомо-функциональная классификация недостаточности нёбно-глоточного кольца (А.Мамедов, 1996):
- I тип: за счёт плохой подвижности нёбной занавески;
- II тип: за счёт плохой подвижности одной из боковых стенок глотки;
- III тип: за счёт плохой подвижности обеих боковых стенок глотки;
- IV тип: за счёт плохой подвижности всех структур нёбно-глоточного кольца;
- V тип: случаи, возникшие после велофарингопластики и фарингопластики;

## Клинические проявления
Неразборчивость речи, гнусавость, носовая эмиссия (слышимая утечка воздуха из полости рта в полость носа) и компенсаторные механизмы артикуляции (в том числе компенсаторные гримасы на лице).

## Диагностика
- логопедическое обследование и тестирование (выявление гнусавости и носовой эмиссии при произношении специальных слов, требующих полного смыкания нёбно-глоточного кольца).
- фиброоптическая назофарингоскопия[4].
- Для выявления скрытой подслизистой расщелины проводится пальпация неба по средней линии[5].

## Лечение
В зависимости от результатов обследования — логопедическое обучение или хирургическое лечение (реконструкция мягкого нёба или использование тканей глотки для достижения нёбно-глоточного смыкания).